# Hakkari
Hakkari (även stavat Hakkâri) är en stad i sydöstra Turkiet. Den är huvudort i provinsen Hakkari. Staden hade 60 098 invånare i slutet av 2022, varav merparten är kurder. 
Namnet Hakkari kommer av syriska Ekkare (ܐܟܪ̈ܐ), med betydelsen "lantbrukare". Ett annat namn på staden är Çölemerik (kurdiska: Colemêrg; andra varianter: Julamerk, Julamerik, Colemerq, Colemerik), vilket var namnet på ett på 1800-talet självständigt hövdingadöme i bergen i området, under den kurdiske härskaren Nurullah Bey.